# Jaromír Belšán
Jaromír Belšán (* 13. března 1965) je bývalý český fotbalista.

## Fotbalová kariéra
V československé lize hrál za RH Cheb. Nastoupil v 6 ligových utkáních. Ve druhé nejvyšší soutěži hrál za Škodu Plzeň a TJ SU Teplice, nastoupil ve 40 utkáních a dal 3 góly.

## Ligová bilance
| Ročník                                   | Zápasy | Góly | Minuty | Klub    |
| ---------------------------------------- | ------ | ---- | ------ | ------- |
| 1. československá fotbalová liga 1985/86 | 1      | 0    | 45     | RH Cheb |
| 1. československá fotbalová liga 1986/87 | 5      | 0    | 23     | RH Cheb |
| CELKEM                                   | 6      | 0    | 68     |         |